# Macropoliana afarorum
Macropoliana afarorum är en fjärilsart som beskrevs av Pierre Claude Rougeot 1940. Macropoliana afarorum ingår i släktet Macropoliana och familjen svärmare. Inga underarter finns listade i Catalogue of Life.